# راجر پنسکی
راجر سِرل پِنسکی (انگلیسی: Roger Searle Penske؛ زادهٔ ۲۰ فوریهٔ ۱۹۳۷ در شیکر هایتس، اوهایو) رانندهٔ سابق مسابقات اتومبیل‌رانی اهل ایالات متحده آمریکا است که از فصل ۱۹۶۱ تا ۱۹۶۲ در مجموع در دو گراند پری از مسابقات جهانی فرمول یک شرکت کرد، اما موفق به کسب هیچ امتیازی نشد.